# Sorocea sprucei
Sorocea sprucei là một loài thực vật có hoa trong họ Moraceae. Loài này được (Baill.) J.F.Macbr. miêu tả khoa học đầu tiên năm 1931.